# Stephen Mack Jones
Pour les articles homonymes, voir Jones.
Stephen Mack Jones, né en 1954 à Lansing au Michigan, est un écrivain américain, auteur de roman policier.

## Biographie
Avec August Snow Stephen Mack Jones est lauréat du prix Hammett 2017 et du prix Nero 2018. C'est le premier volume d'une série mettant en scène August Snow, fils d'un père afro-américain et d'une mère américano-mexicaine, ancien policier à Détroit qui a remporté douze millions de dollars à la suite de son licenciement abusif.

## Œuvre

### Romans

#### SérieAugust Snow
- August Snow (2017)
- Lives Laid Away (2019)
- Dead of Winter (2021)
- Deus X (2023)

#### Autre roman
- The Clush (2014)

## Prix et distinctions

### Prix
- Prix Hammett 2017 pour August Snow[1]
- Prix Nero 2018 pour August Snow[2]

### Nomination
- Prix Shamus 2018 du meilleur premier roman pour August Snow[3]